# 滇零
滇零（1世纪？—112年），為東漢時先零羌（先零部落的羌族人）的首領。
汉安帝永初元年（107年），汉朝征发羌人屯戍西域，羌人不满，大举逃亡。滇零率先零羌一支与钟羌各部落联合，由陇西塞北上，“或持竹竿木枝以代戈矛，或负板案以为盾，或执铜镜以象兵”，大肆抢掠，攻县克郡，切断了陇道。汉朝派车骑将军邓骘、征西校尉任尚率军五万伐羌，在平襄结果惨败。永初二年（108年），滇零经安定郡转入北地郡，在北地郡自称天子，设官职，招集武都郡参狼羌，和在上郡、西河郡的杂羌，切断陇道，进攻抢掠三辅，东攻河东，并南下进入益州，杀死汉中郡太守董炳。次年，当煎、钟羌、勒姐诸羌进攻临洮。永初四年（110年），滇零遣兵寇褒中，汉中太守郑勤移屯褒中，来抵抗羌军。永初五年（111年），先零羌攻打河内郡（河南武陟），洛阳震动。长安一带被羌人破坏殆尽。汉朝无力应付，将凉州东部陇西、陕北诸郡县，都迁移到内地的三辅及其附近。朝廷决定放弃陇西，被大臣劝阻。永初六年（112年），滇零去世，他的儿子零昌继位。零昌年龄还小，同族的狼莫为他出主意，以杜季贡任命为将军，分兵驻扎到丁奚城。